# Mistrovství světa juniorů v ledolezení 2016
Mistrovství světa juniorů v ledolezení 2016 (anglicky UIAA Ice Climbing World Youth Championship) proběhlo 5. – 7. února 2016 v italském Rabensteinu, týden po finále světového poháru v ledolezení 2016 tamtéž.

## Průběh závodů
Obtížnost 2 cesty, kategorie U19 a U22 i finále. Rychlost 3 cesty. V hodnocení národních týmů se započítávaly body nejlepších závodníků ze šesti kategorií na obtížnost i na rychlost.

### Kategorie
- U16 (13 – 15 let) ročníky 2003-2001
- U19 (16 – 18 let) ročníky 2000-1998
- U22 (19 – 21 let) ročníky 1997-1995[3]

### Češi na MS
Závodu se jako začátečník zúčastnil pouze Pavel Krutil (U19), známý zatím spíše ve sportovním lezení na rychlost, zde skončil v obou disciplínách na posledním místě. V součtu bodů za obě disciplíny kterých se zúčastnil skončilo Česko na 9. místě ze dvanácti zemí.

### Výsledky obtížnost
| pořadí | junioři         | junioři           | junioři          | juniorky           | juniorky           | juniorky               |
| pořadí | U16             | U19               | U22              | U16                | U19                | U22                    |
| ------ | --------------- | ----------------- | ---------------- | ------------------ | ------------------ | ---------------------- |
| 1.     | Ilia Kurochin   | Lukas Goetz       | Kevin Huser      | Iuliia Filateva    | Valerija Bogdanová | Alena Kočebajevová     |
| 2.     | Ivan Loshchenko | Vadim Malshchukov | Alexander Werren | Elizaveta Vorobeva | Sina Goetz         | Jekatěrina Koščejevová |
| 3.     | Nikita Glazyrin | Tristan Ladevant  | Justin Willis    | Elizaveta Malygina | Emma Powell        | Nadezhda Smirnova      |
|        |                 |                   |                  |                    |                    |                        |
| další  | —               | 18. Pavel Krutil  | —                | —                  | —                  | —                      |
| celkem | bez finále      | 8 finalistů       | 8 finalistů      | bez finále         | 8 finalistek       | 3 finalistky           |
| celkem | 8 juniorů       | 18 juniorů        | 15 juniorů       | 4 juniorky         | 11 juniorek        | 3 juniorky             |

### Výsledky rychlost
| pořadí | junioři         | junioři            | junioři           | juniorky             | juniorky           | juniorky               |
| pořadí | U16             | U19                | U22               | U16                  | U19                | U22                    |
| ------ | --------------- | ------------------ | ----------------- | -------------------- | ------------------ | ---------------------- |
| 1.     | Nikita Glazyrin | Vadim Malshchukov  | Vladimir Kartašev | Elizaveta Malygina   | Valerija Bogdanová | Jekatěrina Koščejevová |
| 2.     | Ivan Loshchenko | Aleksei Tselitskii | Vladislav Iurlov  | Iuliia Filateva      | Diana Galimova     | Nadezhda Smirnova      |
| 3.     | Ilia Kurochkin  | Aleksandr Tuev     | Ivan Khlebnikov   | Anastasiia Dementeva | Uliana Kaisina     | Alena Kochebaeva       |
|        |                 |                    |                   |                      |                    |                        |
| další  | —               | 13. Pavel Krutil   | —                 | —                    | —                  | —                      |
| celkem | 8 juniorů       | 13 juniorů         | 7 juniorů         | 4 juniorky           | 10 juniorek        | 3 juniorky             |

### Výsledky národních týmů
| pořadí | stát               | obtížnost | obtížnost | rychlost  | rychlost | celkem |
| pořadí | stát               | závodníci | body      | závodníci | body     | body   |
| ------ | ------------------ | --------- | --------- | --------- | -------- | ------ |
| 1.     | Rusko              | 6         | 545       | 6         | 600      | 1145   |
| 2.     | Švýcarsko          | 4         | 345       | 3         | 195      | 540    |
| 3.     | Lichtenštejnsko    | 4         | 143       | 3         | 240      | 383    |
| 4.     | Francie            | 3         | 171       | 3         | 157      | 328    |
| 5.     | Slovensko          | 3         | 145       | 2         | 110      | 255    |
| 6.     | Itálie             | 2         | 135       | 1         | 80       | 215    |
| 7.     | Spojené království | 2         | 65        | 0         | 0        | 65     |
| 8.     | Ukrajina           | 1         | 43        | 1         | 65       | 108    |
| 9.     | Česko              | 1         | 40        | 1         | 47       | 87     |
| 10.    | USA                | 1         | 80        | 0         | 0        | 80     |
| 11.    | Kanada             | 1         | 51        | 0         | 0        | 51     |
| 12.    | Maďarsko           | 1         | 40        | 0         | 0        | 40     |

### Medaile podle zemí
| pořadí | stát               | Zlatá medaile | Stříbrná medaile | Bronzová medaile | celkem |
| ------ | ------------------ | ------------- | ---------------- | ---------------- | ------ |
| 1.     | Rusko              | 10            | 10               | 9                | 29     |
| 2.     | Švýcarsko          | 2             | 2                | 0                | 4      |
| 3.     | Francie            | 0             | 0                | 1                | 1      |
| 3.     | Spojené království | 0             | 0                | 1                | 1      |
| 3.     | USA                | 0             | 0                | 1                | 1      |